# Herbert Mederer
Herbert Werner Mederer (* 17. März 1946 in Fürth) ist ein deutscher Süßwarenfabrikant. Er ist geschäftsführender Gesellschafter der Trolli GmbH in Fürth.

## Werdegang
Mederer wurde als Sohn von Willi Mederer geboren. Sein Vater hatte nach Ende des Zweiten Weltkriegs in Fürth eine Nudelfabrikation aufgebaut, die später um die Herstellung von Fruchtgummis erweitert wurde. Nach der Mittleren Reife trat er im Alter von 17 Jahren in das väterliche Unternehmen ein. Daneben absolvierte er in Solingen eine Lehre zum Konfektmacher. Auslandsaufenthalte führten ihn unter anderem nach Frankreich und Österreich. Noch vor dem Tod des Vaters 1984 übernahm er als geschäftsführender Gesellschafter die Leitung des Unternehmens. Mit der Marke Trolli dehnte er das Geschäft erfolgreich auf die Vereinigten Staaten aus. Er baute 1986 in Creston (Iowa) eine neue Produktionsanlage auf und Trolli wurde in den USA der Marktführer. Die internationale Expansion des Unternehmens wurde mit dem Bau weiterer Anlagen in Spanien (1994), Indonesien (1997), Tschechien und China (2001) fortgesetzt.

## Vermögen
Herbert Mederer gehört zu den reichsten Deutschen. Gemäß der Liste des Deutschen Manager-Magazins beträgt sein Vermögen ca. 250 Millionen Euro (Stand: 2013), womit er Platz 480 belegt.

## Ehrungen
- 1993: Candy Kettle Award
- 2011: Verdienstkreuz am Bande der Bundesrepublik Deutschland